# Beatrice Berstel
Béatrice Berstel (1955-2000) was een Frans klavecimbelspeler

## Levensloop
In 1980 behaalde ze de Derde prijs in de internationale klavecimbelwedstrijd in Brugge, in het kader van het Musica Antiqua Festival.
Ze werd in 1990 docente basso continuo aan het Conservatoire National Supérieur de Musique et de Danse in Parijs.
Ze dirigeerde het ensemble Le Concert Royal.

## Publicatie
- 10 ans avec les ensembles vocaux: catalogue raisonné, Parijs, 2000
- Carl Philipp Emanuel Bach, Essai sur la véritable manière de jouer les instruments à clavier - Traité d'accompagnement et d'improvisation (vertaling door Béatrice Berstel, CNRS Editions, 2002

- Bibliothèque nationale de France: cb139505236 (data)
- International Standard Name Identifier: 0000 0000 0339 048X
- Library of Congress Control Number: n94112466
- MusicBrainz: 9f81eba9-ab86-406c-b5c2-c111e3599225
- Nederlandse Thesaurus van Auteursnamen: 180232967
- Réseau des bibliothèques de Suisse occidentale: 02-A006433759
- Système universitaire de documentation: 086117157
- Virtual International Authority File: 166312445